# Nick Wiens
Nick Wiens (Dortmund, 17 aprile 1997) è un giocatore di football americano tedesco, che gioca come offensive lineman per i Rhein Fire.